# (1457) Ankara
(1457) Ankara ist ein Asteroid des Hauptgürtels, der am 3. August 1937 vom deutschen Astronomen Karl Wilhelm Reinmuth in Heidelberg entdeckt wurde.
Der Asteroid trägt den Namen der türkischen Hauptstadt Ankara.